# Bistum Apatzingán
Das Bistum Apatzingán (lat.: Dioecesis Apatzinganiensis, span.: Diócesis de Apatzingán) ist eine in Mexiko gelegene römisch-katholische Diözese mit Sitz in Apatzingán.

## Geschichte
Das Bistum Apatzingán wurde am 30. April 1962 durch Papst Johannes XXIII. mit der Apostolischen Konstitution Quo aptius aus Gebietsabtretungen der Bistümer Colima und Tacámbaro errichtet und dem Erzbistum Morelia als Suffraganbistum unterstellt. Am 11. Oktober 1985 gab das Bistum Apatzingán Teile seines Territoriums zur Gründung des mit der Apostolischen Konstitution Cum probe errichteten Bistums Ciudad Lázaro Cárdenas ab.
Miguel Patiño Velázquez, Bischof von 1981 bis 2014, war eine der Personen, die sich öffentlich gegen die organisierte Kriminalität Mexikos einsetzten. Er machte namentlich die Gruppierungen La Familia Michoacana, Los Zetas, Nueva Generación und Los Caballeros Templarios für Verkauf und Handel von Drogen, Schutzgelderpressung, Entführungen, Raubüberfälle und sonstige Erpressungen aller Art sowie Ermordung und Gewalt gegen Diözesanpriester verantwortlich. Im Jahr vor seinem Rücktritt, 2013, dokumentierte er im Bistum Apatzingán 920 Tote, 280 Überlebende, 42 Entführte, 238 Vermisste, 3000 vertriebene Familien und 1200 Beraubte ihres Landes.

## Bischöfe von Apatzingán
- Victorino Alvarez Tena, 1962–1974
- José Fernández Arteaga, 1974–1980
- Miguel Patiño Velázquez MSF, 1981–2014
- Cristóbal Ascencio García, seit 2014